# يو إف سي ليلة القتال: كاوبوي ضد ميديروس
يو إف سي ليلة القتال: كاوبوي ضد ميديروس (بالإنجليزية: UFC Fight Night: Cowboy vs. Medeiros)‏ هو حدث لفنون القتال المختلطة نظمته يو إف سي، أُقيم في 18 فبراير 2018، على مركز فرانك أروين في أوستن، تكساس، الولايات المتحدة.